# سو (لعبة فيديو)
هي لعبة مأخوذة من فيلم الرعب Saw وتعني المنشار وهي من نوع رعب البقاء الشركة المنتجة Konami اللعبة ستأسر قلب كل من يلعبها لأنها مليئة بأحداث الرعب وستبدأ من البداية حتى النهاية بالهروب ومحاولة النجاة من أي شي الفخاخ الصعبة وحل الألغاز المعقدة
الجرافيكس ممتاز ومحرك اللعبة يشبة إلى حد ما محرك silent hill : homecoming اللعبة صدرت في خريف عام 2009 وستؤخذ اللعبة من الجزء الأول والثاني من الفيلم وحصلت على تقييم 5 من 9.